# Carex raddei
Carex raddei är en halvgräsart som beskrevs av Georg Kükenthal. Carex raddei ingår i släktet starrar, och familjen halvgräs. Inga underarter finns listade i Catalogue of Life.